# Антонія Джентрі
Антонія Бонея Джентрі (англ. Antonia Bonea Gentry) — американська акторка. Найбільш відома роллю Вірджинії (Джинні) Міллер у серіалі Netflix "Джинні й Джорджія". 

## Біографія
Антонія Джентрі народилася 25 вересня 1997 року. в Атланті, штат Джорджія. Її мати походить з Ямайки, а батько з Англії. Вона єдина дитина в сім'ї. З п'яти років хотіла стати акторкою. Її перша участь у театрі — гра в п’єсах, написаних її матір’ю в їхньому громадському театрі.
Відвідуючи школу образотворчого мистецтва імені Джона Ш. Девідсона у місті Ауґуста (штат Джорджія) та підживлюючись бажанням виступати, Антонія грала в багатьох п’єсах, які змагалися на регіональному, державному та національному рівнях.
У 2019 році закінчила університет Еморі. Під час навчання в університеті була членкинею імпровізаційної комедійної трупи Rathskeller Comedy Improv Group. 
Перед тим, як закінчити навчання в університеті, вона поєднувала акторські ролі з навчанням на денній формі і працюючи неповний робочий день.

## Кар'єра
Джентрі зіграла низку менших ролей, у тому числі дві короткометражки у 2015 році. У 2018 році вона зіграла Жасмін у романтичному комедійному повнометражному фільмі Candy Jar і знялася в одному епізоді супергеройського телесеріалу «Мій син Діон».
Вона закінчила університет Еморі того ж тижня, коли потрапила на прослуховування для серіалу "Джинні й Джорджія". Вона виграла роль, і в 2021 році серіал вийшов на Netflix.